# رينولد بيكمان
رينولد بيكمان (بالألمانية: Reinhold Beckmann)‏ هو مذيع أخبار وصحفي ومقدم تلفزيوني ألماني، ولد في 23 فبراير 1956 في تفيسترينغن في ألمانيا.

## وصلات خارجية
- رينولد بيكمان على موقع IMDb (الإنجليزية)
- رينولد بيكمان على موقع مونزينجر (الألمانية)
- رينولد بيكمان على موقع ألو سيني (الفرنسية)
- رينولد بيكمان على موقع ديسكوغز (الإنجليزية)
- رينولد بيكمان على موقع قاعدة بيانات الفيلم (الإنجليزية)
- رينولد بيكمان على موقع كينوبويسك (الروسية)